# Ação à distância
Na física, a ação à distância é o conceito de que um objeto pode ser movido, alterado ou afetado sem ser fisicamente tocado (como no contato mecânico) por outro objeto. Ou seja, é a interação não local de objetos que estão separados no espaço.
Este termo foi usado com mais frequência no contexto das primeiras teorias da gravidade e eletromagnetismo para descrever como um objeto responde à influência de objetos distantes. Por exemplo, a lei de Coulomb e a lei da gravitação universal de Newton são essas teorias iniciais.
Mais geralmente, "ação à distância" descreve o fracasso das primeiras teorias atomísticas e mecanicistas que procuravam reduzir toda interação física à colisão. A exploração e resolução deste fenômeno problemático levou a desenvolvimentos significativos na física, desde o conceito de campo, até descrições de emaranhamento quântico e as partículas mediadoras do Modelo Padrão.